# Сержант Билко
„Сержант Билко“ (на английски: Sgt. Bilko) е американски комедиен филм от 1996 г. на режисьора Джонатан Лин, по сценарий на Анди Брекман. Адаптация е на телевизонния сериал от 1950-те години „Шоуто на Фил Силвърс“, и участват Стийв Мартин, Дан Акройд, Фил Хартман и Глен Хедли.

## Актьорски състав
| Актьор             | Роля                  |
| ------------------ | --------------------- |
| Стийв Мартин       | Ернест Билко          |
| Дан Акройд         | Джон Т. Хол           |
| Фил Хартман        | Майор Колин Торн      |
| Глен Хедли         | Рита Робинс           |
| Джон Маршъл Джоунс | Сержант Хеншоу        |
| Памела Адлън       | Сержант Ракел Барбела |
| Остин Пенделтън    | Майор Еберсол         |
| Крис Рок           | Лейтенант Остър       |

- Албърт Брукс е предложен за ролята си на Сержант Билко, но се отказа.[1]

## В България
В България филмът е издаден на VHS на 7 април 1997 г. от „Александра Видео“.
На 1 април 2007 г. е излъчен по „Би Ти Ви“ в неделя от 20:00 ч., а на 9 февруари 2008 г. е излъчен отново в събота от 20:00 ч.
На 29 март 2009 г. е излъчен по „Нова телевизия“.
На 19 август 2017 г. се излъчва по каналите на „БТВ Медиа Груп“.
Български дублажи
| Преводач            | Тодор Николов                                                       |
| Тонрежисьор         | Михаил Михайлов                                                     |
| Режисьор на дублажа | Венета Маринова                                                     |
| Озвучаващи артисти  | Ани Василева Мариана Жикич Даниел Цочев Силви Стоицов Тодор Николов |

| Озвучаващи артисти  | Мими Йорданова Александър Воронов Даниел Цочев Виктор Танев Тодор Георгиев |
| Преводач            | Светла Василева                                                            |
| Тонрежисьор         | Стамен Янев                                                                |
| Режисьор на дублажа | Мария Ангелова                                                             |